# Sacro Monte di Andorno
Il Sacro Monte del Santuario di San Giovanni Battista d'Andorno si trova a 1020 m di altitudine nella Valle del Cervo sopra l'abitato di Campiglia Cervo. Assieme a quelli di Oropa e di Graglia esso costituisce il terzo complesso devozionale sorto, all'inizio del XVII secolo, sulle alture attorno alla città di Biella a testimonianza di come in quest'area geografica si espresse con forza l'afflato di religiosità popolare che portò alla edificazione del sistema dei Sacri Monti prealpini. 
Pur non essendo stato incluso del complesso dei Sacri Monti piemontesi e lombardi considerati dall'UNESCO patrimonio dell'umanità, esso riveste, per la sua storia e per il suo profilo artistico, elementi di notevole interesse.

## Il santuario

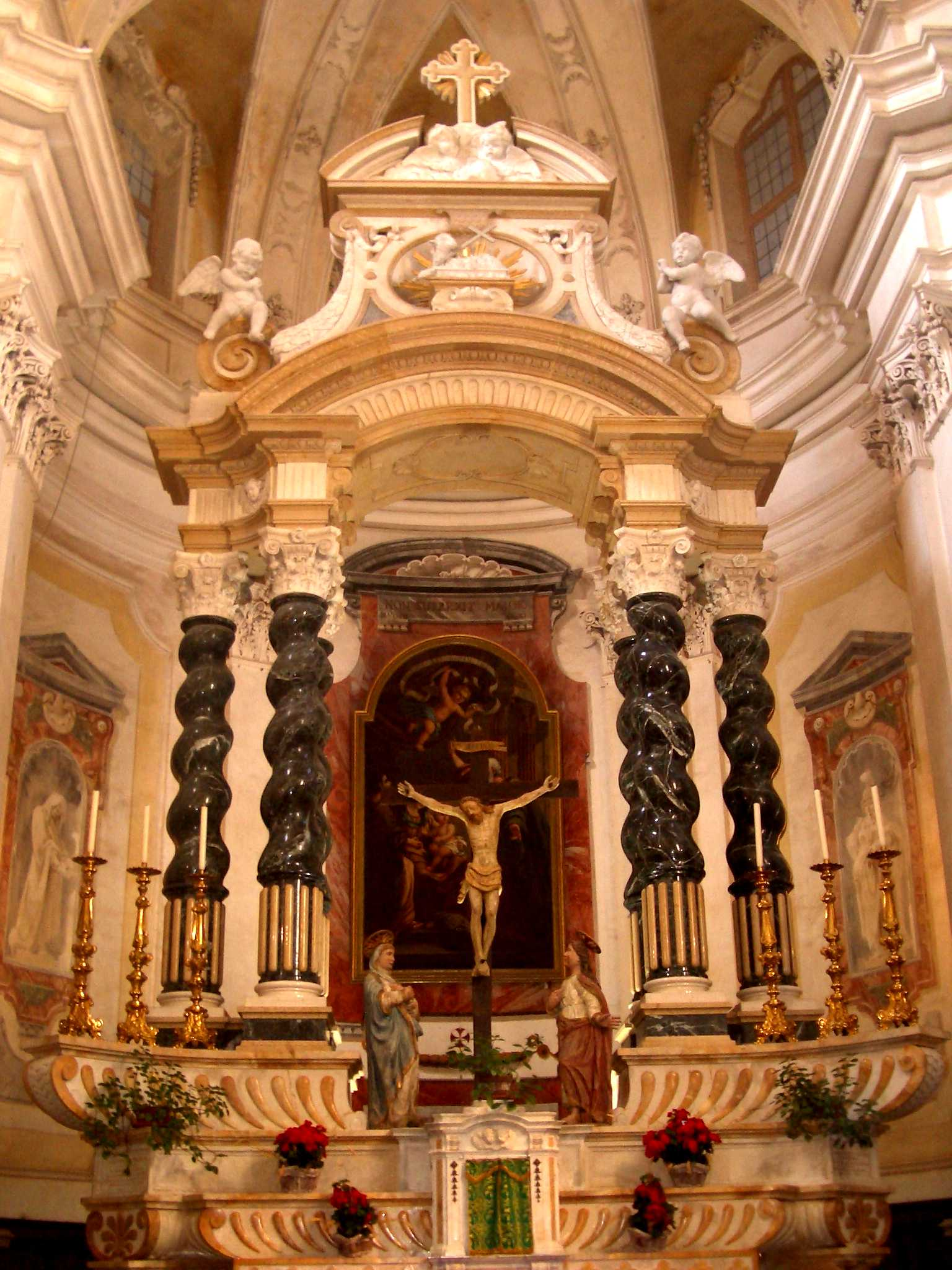
Veduta dell'altare

Le origini del santuario si collegano alla diffusione della devozione verso San Giovanni Battista nella Valle del Cervo. Una tradizione popolare vuole – in accordo con un modello narrativo assai diffuso nell'arco alpino- che alcuni pastori rinvenissero in una grotta una statua del santo e decidessero di trasportarla con loro negli alpeggi: la statua, nottetempo, sarebbe ritornata nella sua grotta. Diversi tentativi analoghi ebbero, secondo la leggenda, lo stesso esito: così i fedeli riconobbero il carattere sacro e miracoloso della grotta e costruirono attorno ad essa una prima modesta cappella.
In effetti, la grotta scavata nella roccia e contenente una statua lignea del Battista del XVI secolo, costituisce ancor oggi un sacro sacello, posto all'interno del santuario in una cappella che si apre sulla destra all'inizio della navata. La grotta e la statua evocano il leggendario ritrovamento che subito guadagnò fama al sito per le qualità taumaturgiche attribuite all'acqua che filtra dalle pareti della grotta (ritenuta miracolosa soprattutto per le malattie della vista).
La tradizione di devozione popolare è testimoniata da un'interessante collezione di ex voto realizzati a partire dall'inizio del XVIII secolo
La prima costruzione del santuario, avvenuta grazie alle donazioni dei tanti fedeli, si completò nel 1605: essa è testimoniata dalla data che compare in un'iscrizione posta sul frontone del portale rinascimentale d'ingresso (HUMILES NON ELATI REPLEBUNT TEMPLUM DXX. M. IV 1605).
L'afflusso dei fedeli che si recavano in processione al santuario in virtù dei poteri miracolosi attribuiti al santo sacello fu subito assai nutrito, tanto che si rese presto necessario provvedere alla costruzione dei primi edifici, attigui alla chiesa, destinati all'ospitalità dei pellegrini.
Nella seconda metà del Seicento vennero edificate anche, nei pressi della chiesa, alcune cappelle (oggi scomparse) intitolate alla vita del Battista.
L'attuale struttura barocca del santuario è frutto di una terza fase costruttiva (1738 – 1781) sviluppatasi a partire da un ampliamento della sacrestia e del coro effettuati su disegno dell'architetto Bernardo Antonio Vittone.
L'interno della chiesa è formato da una sola grande navata con due cappelle poste su ciascun lato, dedicate ai genitori del Battista (Santa Elisabetta e San Zaccaria ed ai genitori di Gesù (Maria Immacolata e San Giuseppe).
La copertura è formata da volte a crociera; quella sopra l'altare, con le figure dei quattro evangelisti, fu affrescata dai Fratelli Galliari nativi del vicino paese di Andorno Micca. Le tele che ornano la chiesa testimoniano la rilevanza avuta dagli artisti locali: Bernardino Galliari sarebbe l'autore della pala posta sull'altare maggiore, mentre Giovanni Antonio Cucchi da Campiglia Cervo (1674, ?) dipinse le tele poste sui due altari di sinistra. 
Nel 1934 venne sistemato il grande piazzale di 4000 m2 che precede il santuario ed è circondato dagli edifici dell'Hosteria, dell'Ospizio e del Collegio; in esso è posto un settecentesco caratteristico "bürnell" (fontana), realizzato in pietra locale.

## Il Sacro Monte

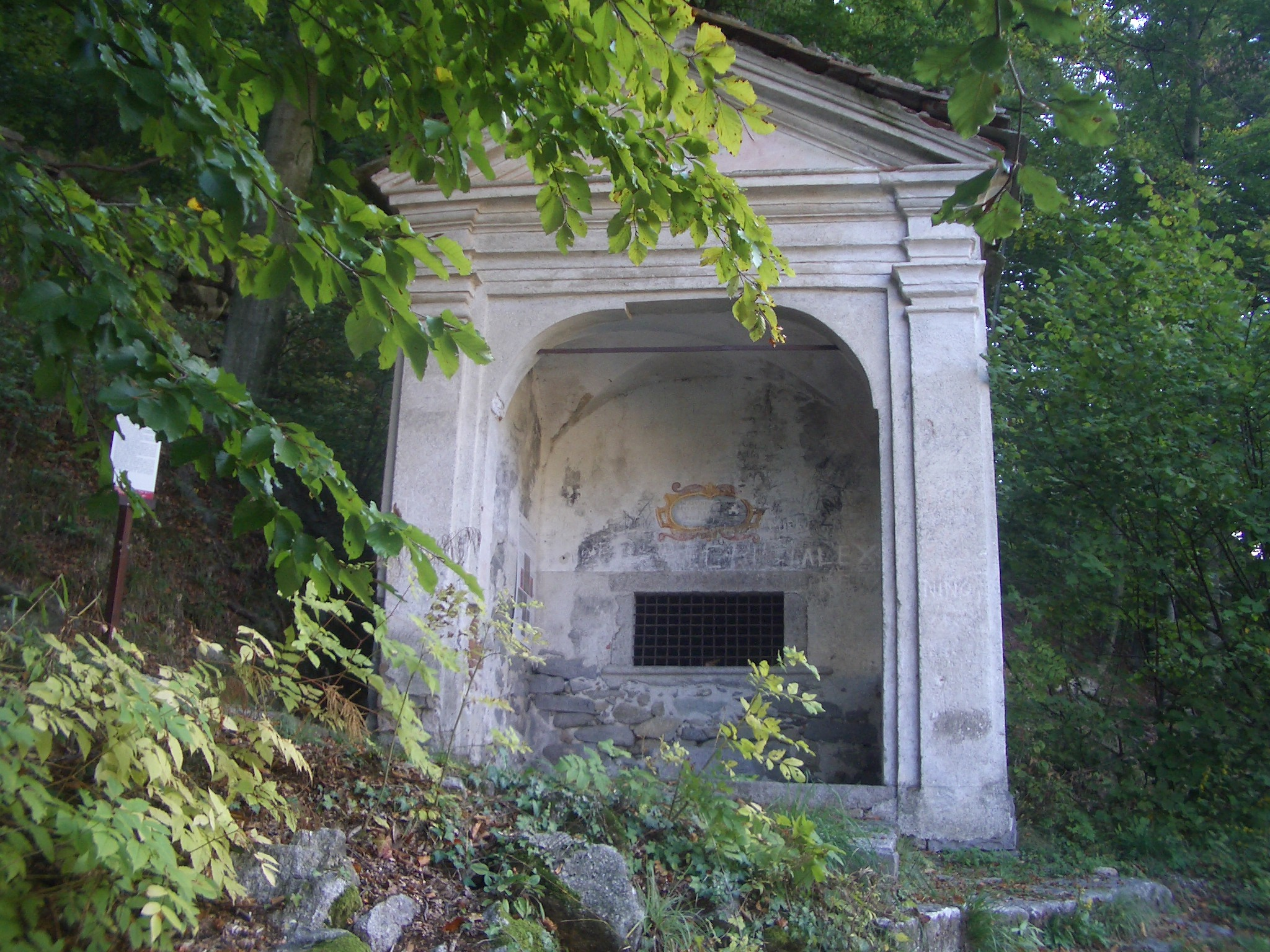
Sacro Monte, cappella di Sant'Antonio abate e San Paolo eremita

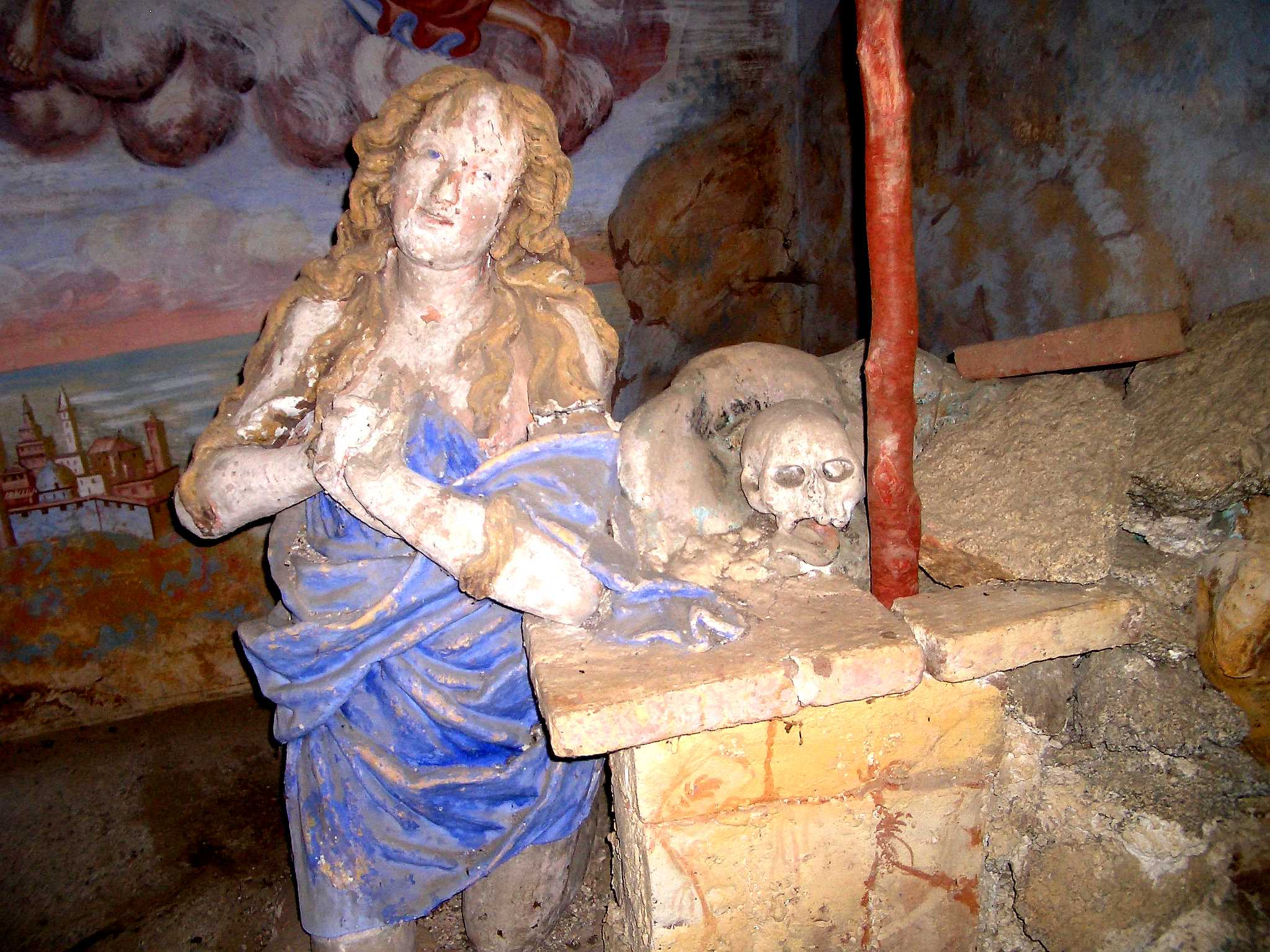
Sacro Monte, cappella della Maddalena penitente

Non esistono documenti d'archivio che indichino con certezza quale fosse il piano originale - iniziato nella prima metà del XVII secolo - di edificazione delle cappelle che dovevano comporre il Sacro Monte; l'ipotesi più probabile è che una prima fase costruttiva, coeva all'incirca allo sviluppo di analoghe iniziative a Oropa e a Graglia, portasse alla realizzazione di due cappelle nei pressi della chiesa, ornate di statue policrome a grandezza naturale, dedicate rispettivamente alla Visitazione e dell'Annuncio dell'Angelo a Zaccaria. Successivamente, alla fine del secolo si convenne di costruirne altre cinque lungo la mulattiera che da Campiglia Cervo sale al santuario lungo le pendici occupate da un magnifico bosco di faggi, dedicate ognuna a una figura di eremita, in modo che anticipassero, come si legge in un'opera devozionale del 1702, l'incontro con il Battista: si tratta di opere interessanti dal punto di vista della storia della religiosità popolare, come testimonianza del favore incontrato dai santi eremiti. Il percorso devozionale offre infatti una carrellata sui santi che maggiormente si distinsero per la loro vita ascetica e penitenziale: la prima cappella è dedicata a Sant'Antonio abate e San Paolo eremita, la seconda a Sant'Ilarione, la terza a San Gerolamo penitente, poi quella a Sant'Onofrio ed infine quella alla Maddalena penitente.
L'architettura delle cappelle, dovuta a un certo mastro Pietro Magnano, è priva di pretese e lo stato di conservazione è precario soprattutto per quanto riguarda le condizioni della statuaria, dovuta a un plasticatore anonimo. Migliori le condizioni degli affreschi, dovuti al pittore Pietro Lace di Andorno (inizio del XVIII secolo). 
Le cappelle più antiche, dedicate alla Visitazione e a San Zaccaria, non esistono più; la seconda, in particolare, fu abbattuta nel 1942 dopo essere stata danneggiata da un autocarro per allargare la strada di accesso al Santuario.

## La strada per il Santuario d'Oropa
A partire dal 1889 il futuro senatore Federico Rosazza originario dell'abitato omonimo situato poco più a nord del santuario, fece costruire a proprie spese una strada di collegamento con il Santuario di Oropa. 
Per realizzare il collegamento venne aperta nella nuda roccia una galleria di 367 metri inaugurata il 17 luglio 1897.
Rosazza, celebre per gli elementi esoterici delle costruzioni che fece realizzare nel paese natale su progetto di Giuseppe Maffei, anche nella realizzazione della strada per il Santuario di Oropa fece costruire una serie di opere accessorie caratterizzate da elementi eclettici.
La stessa galleria è caratterizzata dall'avere sul versante della Valle del Cervo l'ingresso in forma di cappella, con una croce sulla volta, mentre sul versante del santuario di Oropa ai lati ha due piccole torrette. Lungo il percorso a partire dal santuario di Andorno vennero realizzate:
- Edicola del Riposo o Baracun: uno spazio aperto di pianta esagonale delimitato da due colonne in stile medievale e sormontate da una cappella quadrata.
- Edicola della Torretta a pianta esagonale.
- L'Albergo-Ristorante Galleria in stile eclettico, poco prima dell'ingresso della galleria dal lato della Valle di Cervo;
- La rotonda-Belvedere: altro edificio eclettico costituito da una torretta quadrata e un pronao semicircolare rialzato con colonne a capitello corinzio dove la strada si affaccia sul punto di giunzione delle due vallate.
- Il Delubro, una finta rovina, sempre dal versante del Santuario di Oropa.
- L'edicola (o tempietto) di Sant'Eusebio a dominare la vallata del Santuario. Edificio a pianta pentagonale con elementi neobinzatini.